# Gmina Poland (Ohio)
Gmina Poland (ang. Poland Township) – gmina w Stanach Zjednoczonych, w stanie Ohio, w hrabstwie Mahoning. W 2020 roku liczyła 14 664 mieszkańców.